# 행죽역
행죽역(行竹驛)은 경기도 이천시 설성면 행죽리에 위치한 안성선의 철도역이었다. 현재는 1944년 12월 1일 전시공출명령으로 안성~장호원 간 41.8km 폐선되면서 폐역되었다. 현재는 흔적도 거의 남아있지 않다.

## 연혁
- 1927년 9월 15일 : 임시승강장으로 영업 개시[1]
- 1944년 12월 1일 : 전시공출명령으로 안성~장호원 간 41.8km 폐선되면서 폐역[2]